# Istočni Dart
Istočni Dart (eng. East Dart River) je jedna od dvije glavne pritoke rijeke Dart u Devonu, Engleska. Njegov izvor je u zapadnom dijelu Whitehorse Hilla i nešto je južnije od Cranmere Poola u Dartmooru. Ona teče na jug, a onda na jugozapad oko 9 km od sela Postbridge gdje se nalazi poznati most. Neposredno iznad Postbridgea u kratkoj udaljenosti nadmorska visina padne za oko 2 metra i ta točka se naziva "Vodopad" (eng. Waterfall).
Nastavlja južno pored Bellevera do Dartmeeta gdje se spaja sa Zapadnim Dartom. 
- Most na rijeci
- Waterfall

## Vanjske poveznice
|  | Zajednički poslužitelj ima još gradiva o temi Istočni Dart |

- (engl.) East Dart Valley